# هفت کلاغ
هفت‌ کلاغ (به آلمانی: Die sieben Raben) یک افسانه آلمانی است، که توسط برادران گریم گردآوری شده‌ است.

## داستان
دهقانی هفت پسر دارد و دختر ندارد. بالاخره دختری به دنیا می‌آید، اما بیمار است. پدر پسرانش را می‌فرستد تا برای او آب بیاورند، در نسخه آلمانی برای غسل تعمید، در نسخه یونانی برای برداشتن آب از چشمه شفابخش. با عجله، کوزه را در چاه می‌اندازد. وقتی بر نمی‌گردند، پدرشان فکر می‌کند که برای بازی رفته‌اند و آنها را نفرین می‌کند و به این ترتیب تبدیل به کلاغ می‌شوند.
وقتی خواهر بزرگ شد، به دنبال برادرانش می‌رود. او سعی می‌کند ابتدا 
از خورشید، که خیلی داغ است، سپس ماه، که بدن انسان را می‌خواهد، و سپس ستاره صبح کمک بگیرد. ستاره با دادن استخوان مرغ (به آلمانی) یا پای خفاش (به یونانی) به او کمک می‌کند و به او می‌گوید که برای نجات برادرانش به آن نیاز دارد. او آنها را در کوه شیشه ای پیدا می‌کند. در نسخه یونانی، او آن را با پای خفاش باز می‌کند، در آلمانی، استخوانش را از دست داده است، و انگشتی را برای استفاده به عنوان کلید برش می دهد (یا با استخوان مرغ باز می کند). او به کوه می رود، جایی که یک کوتوله است به او می گوید که برادرانش برمی گردند. او مقداری از غذا و نوشیدنی آن‌ها را بر می‌دارد و در آخرین فنجان حلقه‌ای از خانه می‌گذارد.
وقتی برادرانش برمی گردند، او پنهان می شود. آنها به شکل انسان در می‌آیند و می‌پرسند چه کسی در غذای آنها بوده است. کوچکترین برادر حلقه را پیدا می‌کند و امیدوار است که خواهرشان باشد، در این صورت آنها نجات می‌یابند. او ظاهر می‌شود و آنها به خانه باز می‌گردند.

## تحلیل و بررسی
این داستان، مانند دوازده برادر، شش قو و برادر و خواهر، زنی را نشان می‌دهد که برادرانش را نجات می‌دهد. در عصر و منطقه‌ای که در آن جمع‌آوری شد، مردان بسیاری توسط پادشاهان برای سربازان فرستاده شدند تا به عنوان مزدور فرستاده شوند. در نتیجه، بسیاری از مردان، دختران خود را وارث خود کردند. با این حال، آنها همچنین کنترل بیشتری بر آن‌ها و ازدواجشان داشتند. این داستان ها به عنوان آرزوی زنان برای بازگشت برادرانشان و رهایی آنها از این کنترل تعبیر شده است. با این حال، مسائل مربوط به زمان جمع‌آوری داستان‌ها نامشخص است و داستان‌هایی از این نوع در بسیاری از فرهنگ های دیگر یافت شده است که این موضوع نمی‌تواند الهام بخش آنها باشد.
برخی از فولکلور نویسان این داستان را به عمل عمومی‌تر غایت‌زایی مرتبط می‌کنند، که در آن کوچکترین فرزند ارث می برد.